# Supercopa Internacional
La Supercopa Internacional es una copa nacional del fútbol argentino organizada desde 2022 por la AFA y, en su primera edición, en conjunto con el Consejo de Deportes del Emirato de Abu Dabi. Es disputada por el campeón del Trofeo de Campeones de la Liga Profesional y por el club que ocupe el primer lugar de la tabla general de la temporada (sumatoria de los puntos obtenidos en la fase de zonas de los torneos Apertura y Clausura del Campeonato de Primera División). En caso de que un mismo equipo cumpla ambos criterios, su rival será el segundo ubicado de la tabla acumulada. 
Se desarrolla en sede neutral, a un solo partido que, de finalizar empatado, se resuelve con un tiempo suplementario y, de persistir la igualdad, se ejecutan tiros desde el punto penal.
El campeón actual es Vélez Sarsfield, que venció en la final de la edición 2024 a Estudiantes de La Plata por 2-0.

## Historia
En un principio, durante 2022, la Asociación del Fútbol Argentino había anunciado que la Supercopa Argentina, certamen que, regularmente y desde 2012, disputan los campeones de la Primera División y de la Copa Argentina, sería la competencia que se realizaría en los Emiratos Árabes Unidos, en virtud del convenio firmado oportunamente.
Sin embargo, el 31 de octubre de ese año, la AFA resolvió que el partido que disputarían Boca Juniors (campeón de la Liga Profesional 2022) y Patronato (ganador de la Copa Argentina 2022) se jugaría en territorio argentino y en una fecha diferente de 2023, mientras que el encuentro que se celebraría en Medio Oriente, en enero de ese año, sería otra competición y que involucraría a dos equipos por confirmar en el futuro. Esto generó diversas críticas entre quienes manifestaron su descontento ante esa decisión polémica.
Finalmente, el 29 de diciembre de 2022 se oficializó la creación de esta nueva copa para cumplir con el compromiso asumido.
La primera edición se disputó el 20 de enero de 2023, en el Estadio Hazza bin Zayed, de Al Ain. Se enfrentaron Racing Club, campeón del Trofeo de Campeones 2022 y mejor ubicado de la tabla general de la temporada 2022, y Boca Juniors, segundo mejor ubicado de la tabla general. El ganador fue Racing Club por un resultado de 2-1.
La segunda edición se disputó entre River Plate, campeón del Trofeo de Campeones 2023 y mejor ubicado de la tabla general de la temporada 2023, y Talleres de Córdoba, segundo mejor ubicado de la tabla general. Esta edición estaba pactada para disputarse en junio de 2024, pero, por disidencias en su organización, el partido fue postergado luego de que se rescindiera el convenio firmado entre la AFA y el Consejo de Deportes del Emirato de Abu Dabi.Finalmente, se organizó el 5 de marzo de 2025 en el Estadio General Pablo Rojas, de Asunción. El ganador fue Talleres de Córdoba, tras vencer en la definición por penales, 3-2, luego de igualar 0-0 en los 90 minutos reglamentarios.
La tercera edición se disputó el 8 de julio de 2025, en el Estadio Libertadores de América, de Avellaneda. Se enfrentaron Estudiantes de La Plata, campeón del Trofeo de Campeones 2024, y Vélez Sarsfield, primero de la tabla general de la temporada 2024. El ganador fue este último, que derrotó al cuadro platense por 2-0.

## Ediciones
| Edición | Campeón                | Resultado   | Finalista              | Sede del partido                            |
| ------- | ---------------------- | ----------- | ---------------------- | ------------------------------------------- |
| 2022    | Racing Club (TC) (1.º) | 2:1         | Boca Juniors (2.º)     | Estadio Hazza bin Zayed, Al Ain             |
| 2023    | Talleres (C) (2.º)     | (3) 0:0 (2) | River Plate (TC) (1.º) | Estadio General Pablo Rojas, Asunción       |
| 2024    | Vélez Sarsfield (1.º)  | 2:0         | Estudiantes (LP) (TC)  | Estadio Libertadores de América, Avellaneda |

(TC): Campeón del Trofeo de Campeones de la Liga Profesional.
(1.°): Primer ubicado en la tabla general de la temporada.
(2.°): Segundo ubicado en la tabla general de la temporada.

## Palmarés
| Equipo          | Campeón | Ediciones |
| --------------- | ------- | --------- |
| Racing Club     | 1       | 2022      |
| Talleres (C)    | 1       | 2023      |
| Vélez Sarsfield | 1       | 2024      |

## Entrenadores campeones
| Equipo          | Edición | Entrenador                 |
| --------------- | ------- | -------------------------- |
| Racing Club     | 2022    | Fernando Gago              |
| Talleres (C)    | 2023    | Alexander Medina           |
| Vélez Sarsfield | 2024    | Guillermo Barros Schelotto |